# Под откос
«Под откос» (англ. Derailed) — фильм 2002 года, в главной роли — Жан-Клод Ван Дамм. Фильм сразу выпустили на DVD.

## Сюжет
Специальный агент НАТО Жак Кристофф вызван на задание в свой день рождения, чтобы разыскать некую Галину, у которой находится чрезвычайно ценный и опасный сверхсекретный груз. Обнаружение Галины не занимает много времени, и Жак должен завершить миссию, возвращая Галину и контрабанду своему начальству поездом. То, что находится у Галины — три пузырька «Испании-43», крайне опасный штамм оспы, которая содержит несколько других болезнетворных микроорганизмов. Группа террористов, во главе с Мэйсоном Коулом, намеревается угнать поезд и украсть вирус для своих собственных целей. Но на их пути стоит единственная помеха — Жак.

## В ролях
- Жан-Клод Ван Дамм — Жак Кристофф
- Томас Арана — Мэйсон Коул
- Лаура Хэрринг — Галина Константин
- Сьюзан Гибни — Мэделин Кристофф
- Джессика Боуман — Бейли Кристофф
- Кристофер Ван Варенберг — Итан Кристофф

## Отзывы
Фильм получил крайне негативные отзывы. На сайте Rotten Tomatoes получил рейтинг 0 %.